# Nguyễn Cao Kỳ
Nguyễn Cao Kỳ (Son Tay, 8 de setembro de 1930 - 23 de julho de 2011) foi um político sul-vietnamita, primeiro-ministro entre 1965 e 1967 e vice-presidente do Vietnã do Sul entre 1967 e 1971, quando se retirou da política.

## Carreira
Nguyễn Cao Kỳ foi um soldado que se tornou comandante da força aérea vietnamita e chefe de governo, sem ter maiores ambições ou experiência política anterior. Após fazer curso de aviador na França, no começo da década de 1950, voltou ao Vietnã em 1954 assumindo uma série de comandos na força aérea. Com a instauração do regime de Dương Văn Minh, que ele apoiou, foi transformado em marechal do ar. Em 1965, Cao Kỳ foi empossado como primeiro-ministro do Vietnã do Sul pela junta militar que comandava o país, após os turbulentos acontecimentos que levaram à morte do ex-presidente Ngo Dinh Diem em 1962, e a um subsequente período de governos transitórios.
Seus primeiros atos no governo foram o de implementar o combate à corrupção maciça que assolava todos os níveis da sociedade sul-vietnamita, especialmente no governo e nos meios militares. Sancionou pessoalmente a execução de empresários acusados de fraudes e desfalques, e fez várias visitas de chefe de estado a outras nações, para marcar a legitimidade do Vietnã do Sul como nação soberana.
Em 1967 foram realizadas as primeiras eleições livres do Vietnã, e Kỳ, a princípio pensando em concorrer à presidência, mudou de pensamento e aceitou o convite para ser companheiro de chapa na vice-presidência de Nguyễn Văn Thiệu, que mais tarde ele admitiria como sendo seu grande erro político. Entre 1967 e 1971 serviu como vice-presidente e esteve sempre em posição secundária, graças à rivalidade existente entre ele e o presidente. Em 1971, pensou em concorrer ao cargo, mas acabou abandonando a política, desistindo de realizar seu intento.
A sua desistência deixou Thieu sem oponentes na eleição, considerada fraudulenta e vergonhosa, e que levou o então secretário de estado norte-americano, Henry Kissinger, a perder todas as esperanças de que instituições democráticas sólidas pudessem vir a ser implementadas no Vietnã do Sul.
Por três anos, Cao Kỳ esteve afastado da política nacional, vivendo como fazendeiro no interior do país. No começo de 1975, com as forças do Vietnã do Norte avançando novamente para o país, ele foi requisitado e novamente transforando em comandante militar sul-vietnamita. Muitos militares desejavam que ele fosse novamente empossado como primeiro-ministro neste momento de grande crise, mas o presidente Thieu, por conta de suas passadas rivalidades e desconfianças, recusou-se a lhe entregar o poder. Em seus livros, How We Lost the Vietnam War e Buddha's Child: My Fight to Save Vietnam, Kỳ reconta suas tentativas frustradas de estabelecer uma linha de defesa no Vietnã do Sul e de aumentar a moral das tropas sul-vietnamitas ao final da guerra.

## Exílio
Após a derrota final e a ocupação completa do Vietnã do Sul pelo Norte, Cao Kỳ fugiu para os Estados Unidos e se estabeleceu na Califórnia, onde durante muitos anos comandou uma loja de comércio de bebidas.
Em 2004, ele voltou às manchetes quando se tornou o primeiro membro do ex-governo sul vietnamita a retornar ao Vietnã, unificado e comunista, em visita acompanhada com interesse no país e considerada vergonhosa pelos vietnamitas exilados nos Estados Unidos. Em 2005 retornou novamente, desta vez com a mulher, participando de uma recepção formal do governo, em apoio a representantes do Vietnã vivendo no exterior, e anunciou sua intenção de voltar definitivamente ao país. Nesta viagem, ele também fez declarações de que lutaria por maiores investimentos de capital externo no Vietnã.
Cao Kỳ é lembrado por ser um homem de personalidade sempre exuberante e por suas roupas coloridas e vistosas durante sua juventude e seu tempo de poder. Sua marca registrada era um cachecol púrpura, que sempre usava com o uniforme militar nos anos 1960 e 1970, e raramente era visto sem um cigarro nas mãos. Considerado um homem que agradava as mulheres, foi casado por três vezes e tem seis filhos, uma delas, Nguyễn Cao Kỳ Duyen, uma conhecida apresentadora de programas musicais na televisão dos Estados Unidos.